# Кюблер, Людвиг
Людвиг Кюблер (нем. Ludwig Kübler; 2 сентября 1889, Унтердилл, близ Мюнхена, Бавария — 18 августа 1947, Любляна, Югославия) — немецкий военный деятель. Генерал горнострелковых войск (1 августа 1940 года)

## Биография
Родился в большой семье врача Вильгельма Кюблера и его супруги Розы (урожд. Браун) — 6 братьев и сестёр. В 1895—1898 годах учился в начальной школе, затем последовательно в двух прогимназиях и некоторое время в Максимилианеуме.
- 20 июня 1908 года начал службу фанен-юнкером в вооруженных силах Германской империи. С 1 октября 1909 по 14 октября 1910 года учился в мюнхенском военном училище (5-й в выпуске).
- 23 октября 1910 года присвоено звание лейтенант. Служба в 15-м баварском пехотном полку имени короля Фридриха-Августа Саксонского.

## Первая мировая война
Участвовал в Первой мировой войне на Западном фронте, в пулемётной роте. Был ранен. Награждён Железным крестом 2-го класса, а затем 1-го класса. (соответственно 16 сентября и 14 октября 1914 года). Участвует в битве на Сомме и при Вердене. С 21 сентября 1915 года — полковой адъютант, с 18 августа 1918 года — командир батальона и капитан. Среди остальных наград — Баварский орден «За военные заслуги» (4-я ст. с мечами) и Саксонского Ордена Альбрехта. Во время 1-й мировой погибли три брата Кюблера.
На момент подписания перемирия находился в госпитале. Участвовал с местным ополчением и фрайкором Эппа в подавлении Баварской советской республики.
В период Веймарской республики — служба в Рейхсвере.
В 1932 году присвоено звание подполковник. Командир 98-го горнострелкового полка.
С 1938 года командир 1-й горнострелковой дивизии.

## Вторая мировая война
27 октября 1939 года награждён Рыцарским крестом Железного креста
С 1940 года командир XLIX горного корпуса. В составе группы «Юг» воевал против СССР.
С 1941 года командующий 4-й армией
В 1942 году назначен командиром LXXXVII горного корпуса. Одновременно командующий войсками вермахта в зоне Адриатического побережья.
После окончания войны был арестован вместе с братом — генерал-лейтенантом Йозефом Кюблером. Также в плен попал и преемник Кюблера генерал Ганс фон Хесслин, затем они были переданы властям Югославии. Военным судом был приговорен к повешению. Приговор приведен в исполнение 18 августа 1947 года.

## Награды
- Железный крест 2-го класса (16 сентября 1914) (Королевство Пруссия)
- Железный крест 1-го класса (17 ноября 1914)
- Орден «За военные заслуги» 4-го класса с короной и мечами  (Королевство Бавария)
- Орден Альбрехта рыцарский крест 2-го класса с мечами (12 мая 1916) (Королевство Саксония)
- Нагрудный знак «За ранение» чёрный (7 июня 1918) (Германская империя)
- Почётный крест Первой мировой войны 1914/1918 с мечами (15 декабря 1934)
- Медаль «За выслугу лет в вермахте» с 4-го по 1-й класс
- Медаль «В память 13 марта 1938 года» (21 ноября 1938)
- Пряжка к Железному кресту 2-го класса (15 сентября 1939)
- Пряжка к Железному кресту 1-го класса (20 сентября 1939)
- Рыцарский крест Железного креста (27 октября 1939)